# František Koníček
František Koníček (ur. 17 maja 1953 we Vlčnovie) – czeski polityk, przedsiębiorca i samorządowiec, deputowany, od 2013 do 2014 minister pracy i spraw socjalnych.

## Życiorys
Z wykształcenia ekonomista, absolwent VŠE w Pradze (1977). Przed przemianami politycznymi należał do Komunistycznej Partii Czechosłowacji. Od początku lat 90. związany z sektorem prywatnym jako współwłaściciel przedsiębiorstw i członek organów spółek prawa handlowego.
Zaangażował się w działalność polityczną w ramach Czeskiej Partii Socjaldemokratycznej. Z jej ramienia kilkakrotnie kandydował bez powodzenia do Izby Poselskiej. W niższej izbie czeskiego parlamentu zasiadł jednak w 2005 po śmierci jednej z deputowanych, zrezygnował z mandatu w 2006. Od 1998 wybierany natomiast na radnego miasta Jinočany.
W latach 2003–2005 pełnił funkcję zastępcy ministra pracy i spraw socjalnych. W 2006 był pierwszym zastępcą dyrektora generalnego, a następnie – od 2006 do 2007 – dyrektorem generalnym czeskich lasów państwowych (LČR). W lipcu 2013 stanął na czele resortu pracy i spraw socjalnych w technicznym rządzie, którym kierował Jiří Rusnok. Zawiesił wówczas członkostwo w ČSSD. Urząd ministra sprawował do stycznia 2014. Wcześniej w 2013 bezskutecznie kandydował do Izby Poselskiej z ramienia Partii Praw Obywateli – Zemanowcy.